# Duje Bonačić
Duje Bonačić (Spalato, 10 aprile 1929 – Spalato, 24 gennaio 2020) è stato un canottiere jugoslavo, dal 1991 cittadino croato.

## Palmarès

### Olimpiadi
- Oro a Helsinki 1952 nel quattro senza.